# 1955 aux Territoires du Nord-Ouest
Chronologie des Territoires du Nord-Ouest
- 1951
- 1952
- 1953
- 1954
- 1955
- 1956
- 1957
- 1958
- 1959

Cette page concerne des événements d'actualité qui se sont produits durant l'année 1955 dans le territoire canadien des Territoires du Nord-Ouest.

## Politique
- Premier ministre : Robert Gordon Robertson (Commissaire en gouvernement)
- Commissaire :
- Législature :

## Naissances
- 10 janvier : Eva Aariak, née à Arctic Bay dans les Territoires du Nord-Ouest (aujourd'hui au Nunavut), est une journaliste et une femme politique canadienne, Première ministre du Nunavut de 2008 à 2013.

- 10 août :David Graeme "Dave" Hancock, né à Fort Resolution aux Territoires du Nord-Ouest, est un avocat et un homme politique canadien, il a été le 15e Premier ministre de l'Alberta du 23 mars au 15 septembre 2014 et il est l'actuel député qui représente la circonscription d'Edmonton-Whitemud à l'Assemblée législative de l'Alberta sous la barrière des progressiste-conservateurs.

- 9 octobre : Gregory Vaydik (né à Yellowknife) est un joueur professionnel de hockey sur glace canadien[1].